# American Life (Madonna-album)
Az American Life Madonna kilencedik stúdióalbuma, amely 2003. április 21-én jelent meg a Maverick Records gondozásában. Világszerte 5 millió példánya kelt el. Ez egyben Madonna utolsó albuma, mely a Maverick által került a világpiacra.

## Háttér
Az albumon megszólaló legtöbb szám szerzője és producere Madonna és az afgán-olasz származású francia állampolgár, Mirwais Ahmadzaï. Együtt korábban már az énekesnő 2000-es  Music című stúdióalbumán is közreműködtek. Az album más szerzői és együttműködői voltak Monte Pittman, Stuart Price, Jem Griffiths (angol énekes, zeneszerző) és Guy Sigsworth, akik korábban az énekesnő Music című albumán szereplő What It Feels Like for a Girl című dalán dolgoztak vele együtt.
A hanganyag felvételeit 2002-ben kezdték, miután befejezték a Swept Away című film forgatását. A zeneanyag londoni felvételei az Olympic Studiosban zajlottak, ezzel egyidejűleg az énekesnő más projekteken is dolgozott, úgy mint a West-End Up for Grabs című színházi darabban vagy a James Bond - Halj meg máskor! című filmben lévő rövid szerepalakításán. Az album felvételét 2002 végén fejezték be Londonban és Los Angelesben. Madonna az albumot ezután a Remixed & Revisited című remix remix EP-jével és a 2004-es Re-Invention World Tour című világ körüli turnéjával reklámozta.

## Cím, borító, irányvonal
Az egyik híresztelt albumcím Ein Sof volt, amit Madonna 2002 októberében Larry King interjújában a Swept Away reklámozása közben említett. Ein Sof héber kifejezés, magyarul végtelenséget jelent. 2003 elején a lemezt Hollywood név alatt reklámozták, mely az albumon szereplő egyik dalról lett elnevezve. Véglegesen 2003 februárjában  erősítették meg, hogy az albumnak "American Life" lesz a címe.
A borító képét Craig McDean fényképész készítette el 2003 januárjában Los Angelesben. A kép katonai témájú: Madonna sötétzöld és fekete ruhadarabokban pózol rajta, harcibakancsban, kezében fegyvert tartva. Haja sötétbarnára van festve és az album borítóján  svájcisapkát visel - tulajdonképpen a forradalmár Che Guevara híres képének másolata. A katonai jellegű téma, a festett haj és a hasonló művészi elrendezés miatt egyesek párhuzamot vonnak a lemezborító és az elrabolt újságlap-örökösnő, Patty Hearst rossz hírű képe között.
A francia M/M tervezőcsoport volt felelős az album illusztrációjáért. Az M/M Paris egy kereskedelmi társulat Michael Amzalag és Mathias Augustyniak között. A duó talán az izlandi popénekessel, Björk-kel való együttműködéséről a legismertebb.

## Kereskedelmi fogadtatás
| Szakmai értékelés      | Szakmai értékelés |
| ---------------------- | ----------------- |
| Összesített pontszámok |                   |
| Metacritic             | (60/100)          |
| Egyéb értékelések      |                   |
| Értékelő               | Értékelés         |
| AllMusic               | [ 2 ]             |
| Billboard              | (pozitív)         |
| Entertainment Weekly   | [ 4 ]             |
| NME                    | (7/10)            |
| Robert Christgau       | [ 6 ]             |
| Rolling Stone          | [ 7 ]             |
| Slant Magazine         | [ 8 ]             |
| Spin                   | (B−)              |
| Stylus Magazine        | (F)               |
| The Guardian           | [ 11 ]            |

Az album amerikai eladásával elmaradt a várt siker, annak ellenére, hogy Madonna első száma a korongról, a Die Another Day, top ten sláger lett. Az album kereskedelmileg megbukott, részben amiatt, mert az American Life dal kislemezének megjelenése egyes körökben felháborodást keltett; a klip háborúellenes tartalmát hazafiatlannak értelmezték, emiatt Madonna kivonta saját klipjét az amerikai zenecsatornák forgalmából. Később nyilvánosságra hozta hogy azért tett így, mert úgy gondolta hogy nem ez volt a megfelelő időzítés a kibocsátásra, és nem akarta megkockáztatni hogy megbántson bárkit is azzal, hogy rosszul értelmezi a klip jelentéstartalmát.
Az album a megjelenését követően kevert nézőpontú fogadtatásban részesült, a világon a mai napig a legkevesebb példány fogyott el belőle az összes többi Madonna-album közül. A    Billboard 200-on viszont az első helyen debütált, azzal hogy 241,000 darab fogyott el belőle a megjelenését követően egy hét alatt; Madonna második egymást követő number one debütálása, és az ötödik number one-ja az Egyesült Államok egész területén. Valamint number one-lemez lett az Egyesült Királyságban is, ahol 300000 példány látott gazdára, és a United World Chart-on is, azzal, hogy 4 millió másolata lett megvéve.
Az album  második kislemeze a Hollywood lett, amely nem került fel a  Hot 100-ra így ez lett Madonna első single-je 20 év után, melynek ez nem sikerült. Egyesek azt állítják, ez azért volt, mert néhány amerikai rádióállomáson elutasították a Madonna-dalok játszását, még az első kislemez eredeti videóját körülvevő nézeteltérések miatt. A dal top-ötös sláger lett Argentínában, Kanadában, Olaszországban, az Egyesült Királyságban és a United World Chart-on. A következő kislemez, a Nothing Fails, szintén megbukott a dallistákon az Egyesült Államokban. Top-tíz listára került Argentínában, Kanadában, Írországban, Olaszországban és Spanyolországban. A Love Profusion, az album utolsó kislemeze, csak Kanadában, Görögországban és Olaszországban került be az első tíz helyre. A brit kislemezeladási lista első tíz helyéről csak eggyel csúszott lejjebb. Az amerikai kislemezek nagy népszerűtlensége mellett a korlátozott számú kislemezek, a Nobody Knows Me és a Mother and Father, viszont nagyon sikeresek lettek az amerikai klubokban, magasra felmászva a Hot Dance Music/Club Play listákon.
Annak ellenére, hogy a lemezről  csak két szám - a Die Another Day és az American Life  - szerepelt a Hot 100 listán, az album sikerét a dance listák igazolják. Az lemez eddig az egyetlen korong a történelemben, amely hét top-ten slágert mutatott fel a Hot Dance Music/Club Play listán.

## Számok
|     | Cím                 | Szerző(k)                             | Producer(ek)      | Hossz |
| --- | ------------------- | ------------------------------------- | ----------------- | ----- |
| 1.  | "American Life"     | Madonna, Mirwais Ahmadzaï             | Madonna, Ahmadzaï | 4:58  |
| 2.  | "Hollywood"         | Madonna, Ahmadzaï                     | Madonna, Ahmadzaï | 4:24  |
| 3.  | "I'm So Stupid"     | Madonna, Ahmadzaï                     | Madonna, Ahmadzaï | 4:09  |
| 4.  | "Love Profusion"    | Madonna, Ahmadzaï                     | Madonna, Ahmadzaï | 3:38  |
| 5.  | "Nobody Knows Me"   | Madonna, Ahmadzaï                     | Madonna, Ahmadzaï | 4:39  |
| 6.  | "Nothing Fails"     | Madonna, Guy Sigsworth, Jem Griffiths | Madonna, Ahmadzaï | 4:49  |
| 7.  | "Intervention"      | Madonna, Ahmadzaï                     | Madonna, Ahmadzaï | 4:54  |
| 8.  | "X-Static Process"  | Madonna, Stuart Price                 | Madonna, Ahmadzaï | 3:50  |
| 9.  | "Mother and Father" | Madonna, Ahmadzaï                     | Madonna, Ahmadzaï | 4:33  |
| 10. | "Die Another Day"   | Madonna, Ahmadzaï                     | Madonna, Ahmadzaï | 4:38  |
| 11. | "Easy Ride"         | Madonna, Monte Pittman                | Madonna, Ahmadzaï | 5:05  |

## Kislemezek
| #  | Kislemez        | Megjelenés        |
| -- | --------------- | ----------------- |
| 1. | Die Another Day | 2002. október 22. |
| 2. | American Life   | 2003. március 24. |
| 3. | Hollywood       | 2003. május 27.   |
| 4. | Nothing Fails   | 2003. október 27. |
| 5. | Love Profusion  | 2003. december 8. |

## Minősítések, csúcspozíciók és eladás
| Ország             | Csúcspozíció | Minősítés | Eladás     |
| ------------------ | ------------ | --------- | ---------- |
| Ausztrália         | 3            | platina   | 70,000+    |
| Belgium            | 1            |           |            |
| Brazília           | 1            | arany     | 50,000+    |
| Kanada             | 1            | platina   |            |
| Dánia              | 2            | arany     |            |
| Európa             | 1            | platina   | 1 000 000+ |
| Franciaország      | 1            | platina   |            |
| Németország        | 1            | platina   |            |
| Görögország        | 1            | arany     |            |
| Magyarország       |              | arany     | 5,000+     |
| Olaszország        | 1            | platina   |            |
| Japán              | 1            | arany     |            |
| Hollandia          | 3            | arany     |            |
| Új-Zéland          | 2            |           |            |
| Norvégia           | 1            |           |            |
| Spanyolország      | 2            | arany     | 50,000+    |
| Svédország         | 1            | arany     |            |
| Svájc              | 1            | platina   | 40,000+    |
| Egyesült Királyság | 1            | platina   | 300,000    |
| Egyesült Államok   | 1            | platina   | 667,000    |

## Előadók
| Madonna                           | ének, gitár                                                            |
| Michel Colombier                  | karmester                                                              |
| The London Community Gospel Choir | háttérvokál a "Nothing Fails"-ben                                      |
| Mirwais                           | akusztikus gitár, billentyűs hangszerek, programozás, háttérvokál      |
| Stuart Price                      | zongora, szintetizátor, billentyűs hangszerek, sequencing, programozás |

## Gyártás
| Producerek           | Madonna, Mirwais, Mark "Spike" Stent                                           |
| Hangmérnökök         | George Foster                                                                  |
| Segédmérnökök        | Rob Haggett, Tom Hannen, Jeff Kanan, Tim Lambert, Gabe Sganga, David Treahearn |
| Masztering           | Tim Young                                                                      |
| Programozás          | Mirwais                                                                        |
| Kórus-hangszerelés   | Nicky Brown                                                                    |
| Vonós hangszerelések | Michel Colombier                                                               |
| Fényképezés          | Craig McDean                                                                   |